# Mostafa Mohamed
Mostafa Mohamed Ahmed Abdallah (Arabisch: مصطفى محمد أحمد عبد الله) is een Egyptische voetballer die speelt als aanvaller voor FC Nantes. In 2019 maakte hij zijn debuut in het Egyptisch voetbalelftal.

## Clubcarrière
Mohamed komt uit de jeugdopleiding van Al-Zamalek. Van 2016 tot en met 2019 werd hij respectievelijk verhuurd aan drie andere clubs.

### Galatasaray
Op 1 februari 2021 tekende hij een 1,5-jarig huurcontract bij Galatasaray en werd daarmee de eerste Egyptenaar bij de voetbalclub. Het contract werd getekend met een optie tot koop voor 4 miljoen dollar.
Mohamed scoorde op zijn debuut op 2 februari 2021 tegen regerend kampioen Istanbul Başakşehir door een strafschop te verzilveren en de derde goal te maken namens Galatasaray.
Op 6 februari 2021 scoorde Mohamed ook tijdens zijn tweede wedstrijd. Dit keer tegen aartsrivaal Fenerbahçe. Mohamed schreef geschiedenis door als eerste Egyptenaar ooit te scoren in de ‘Intercontinentale Derby’. De wedstrijd eindigde in een 0-1 overwinning voor Galatasaray, waarmee Mohamed matchwinner werd.
In de zomer van 2022 activeerde Galatasaray de optie tot koop en hij werd voor het opvolgende seizoen verhuurd.

### FC Nantes
Voor het seizoen 2022/23 vertrok Mohammed op huurbasis naar de Ligue 1 om te spelen voor FC Nantes. Na afloop van het seizoen maakte Nantes gebruik van de optie om hem te kopen en tekende een contract tot en met 2027.

## Interlandcarrière

### Jeugd
Mohamed speelde zowel bij -20 als bij -23 van het Egyptische voetbalelftal. Bij het Afrikaans kampioenschap voetbal onder 23 in 2019 scoorde Mohamed de openingsgoal
voor zijn land in de wedstrijd tegen Mali, die uiteindelijk met 1-0 werd gewonnen. Hij scoorde eveneens in de twee opeenvolgende wedstrijden: eenmaal bij een 3-2 overwinning tegen Ghana en tweemaal bij een 2-1 overwinning tegen Kameroen. Uiteindelijk won Egypte haar eerste titel in het toernooi. Mohamed kreeg de Gouden Schoen van het toernooi.

### Senioren
Mohamed maakte zijn debuut voor het Egyptisch voetbalelftal op 23 maart 2019 in de kwalificaties om het Afrikaans kampioenschap voetbal 2019. De wedstrijd eindigde in een 1-1 gelijkspel tegen Niger.

## Erelijst
Al-Zamalek 
- Beker van Egypte: 2018-2019
- Egyptische Supercup: 2019-2020
- CAF Super Cup: 2020

Egypte -23
- Afrikaans kampioenschap voetbal onder 23: 2019

Individueel
- Gouden Schoen Afrikaans kampioenschap voetbal onder 23 - 2019

## Privé
Mohamed trouwde op 10 juni 2020.
1 Lafont ·
2 Duverne ·
3 Cozza ·
4 Pallois ·
5 Chirivella  ·
6 Augusto ·
7 Ganago ·
8 Lepenant ·
10 Kadewere ·
11 Coco ·
17 Gbamin ·
21 Castelletto ·
22 Thomas ·
25 Mollet ·
27 Simon ·
28 Centonze ·
30 Carlgren ·
31 Mohamed ·
39 Abline ·
44 Zézé ·
50 Barbet ·
98 Amian ·
Coach: Kombouaré
· Keeperstrainer: Grondin
1 El-Hadary  ·
2 Gabr ·
3 Elmohamady ·
4 Gaber ·
5 Morsy ·
6 Hegazy ·
7 Fathy ·
8 Hamed ·
9 Mohsen ·
10 Salah ·
11 Kahraba ·
12 Ashraf ·
13 Abdel-Shafy ·
14 Sobhi ·
15 Hamdy ·
16 Ekramy ·
17 Elneny ·
18 Shikabala ·
19 Said ·
20 Samir ·
21 Trézéguet ·
22 Warda ·
23 El-Shenawy ·
Coach: Cúper